# Zopowy-Osiedle
Zopowy-Osiedle est une localité polonaise de la gmina et du powiat de Głubczyce en voïvodie d'Opole.